# Трбуховац
Трбуховац (алб. Trubuhoc) је насеље у општини Исток на Косову и Метохији.

## Демографија
Насеље има албанску етничку већину,
Број становника на пописима:
- попис становништва 1948. године: 333
- попис становништва 1953. године: 396
- попис становништва 1961. године: 488
- попис становништва 1971. године: 684
- попис становништва 1981. године: 830
- попис становништва 1991. године: 910